# Pornografi i Europa

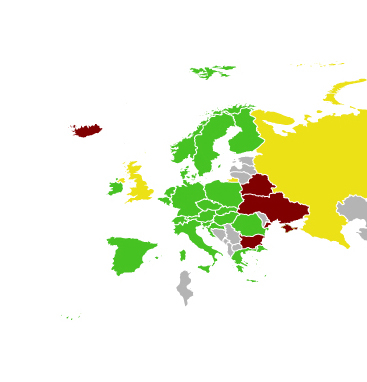
Europa-karta över lagar runt pornografi i Europa (Frankrike och Portugal saknar data):
Det mesta är lagligt, med vissa tydliga undantag
Delvis lagligt, med bredare restriktioner alternativt tvivelaktig status
Illegalt
Data okänt

Pornografi i Europa är produktionen av pornografisk film och annan (bildmässig) pornografi i Europa. Den har en lång historik bakom sig, parallellt med utvecklingen av den europeiska civilisationen.
Produktionen har traditionellt dominerats av några få producenter och distributörer med verksamhet i stora delar av kontinenten, och där danska Color Climax Corporation och svenskspanska Private Media Group tagit ledningen under olika decennier. Lagarna är på 2000-talet relativt liberala i de flesta europeiska länder, med undantag som Ukraina, Belarus, Bulgarien och Island (Island förbjuder dock endast pornografi i fysisk form men ingen tycks bry sig om lagen, när det kommer till internet). Ungern har efter Berlinmurens fall utvecklart en omfattande inhemsk produktion, och globala bolag som Mindgeek och WGCZ har juridiska alternativt faktiska huvudkontor i Europa.

## Historia
Tidiga exempel inkluderar bilder av samlag på grekiska amforor och sexuella väggmålningar i Pompeji. Senare har den synts som "franska kort" och tidiga pornografiska kortfilmer. Vid sidan av sexuella och avklädda inslag inom europeisk konsthistoria (av konstnärer som Rubens, Ingres, Manet och Balthus), har sexuellt präglade motiv under 1900-talet främst presenterats inom film och bildpress.
Filmerna innehöll ofta avancerade sexscener redan på 1920-talet. I bland annat Frankrike kan detta ha berott på den vanliga kopplingen till bordeller, vilka även fungerade som hemliga biosalongar och som ofta kunde ha deras prostituerade som skådespelare vid inspelningarna.

## Olika länder
De flesta större europeiska länder har en egen produktion av pornografi. Genom expansionen och den ökande tillgängligheten av Internetbaserad och ofta gratis bild- och filmpornografi framställd i USA har produktionen i många mindre europeiska länder försvunnit eller kraftigt försvagats. Frankrike, Spanien, Tyskland, Storbritannien och Italien har betydande produktion, liksom även länder som Tjeckien, Ungern och Ryssland. Liberala lagar gynnade under 1960-talet framväxten av pornografisk produktion i Sverige, Danmark (som specifikt haft censur mot obscena skildringar sedan 1773) och Nederländerna. I både Tjeckien och Ungern har produktionen ökat sedan 1990-talet, delvis med hjälp av utländska entreprenörer som Private Media Group och WGCZ och underlättat av friare lokala lagar.
Den övervägande delen av produktionen av pornografi i Europa är – i likhet med modern pornografi i allmänhet – inriktad på den manliga blicken och vanliga manliga sexuella fantasier. Utbudet har i viss mån styrts av lokal lagstiftning, och 1990 flyttade produktionen av Private med systertidningar från Sverige till Spanien, efter införandet av det svenska förbudet mot olaga våldsskildring. Ett par decennier senare införde – och senare avskaffade – Storbritannien förbud mot vissa praktiker inom pornografi. 2022 har en fransk senatsrapport uppdagat missförhållanden inom den franska delen av branschen, vilket lett till krav om införande av en lag liknande den svenska även där. Frankrike kriminaliserade några år tidigare sexköp, även detta efter svensk förebild.

## Alternativa produktioner
I Europa pågår även en betydande produktion av "alternativ", "feministisk" eller "etisk" pornografi. Exempel inkluderar produktionsbolag startade av svenskspanska Erika Lust, spanskbrittiska Sex School Hub och spansktyska Lustery (efter initiativ av Paulita Pappel). I Sverige har vissa initiativ i samma riktning tagits av bland andra Mia Engberg och via projektet "New Level of Pornography".